# 低摔

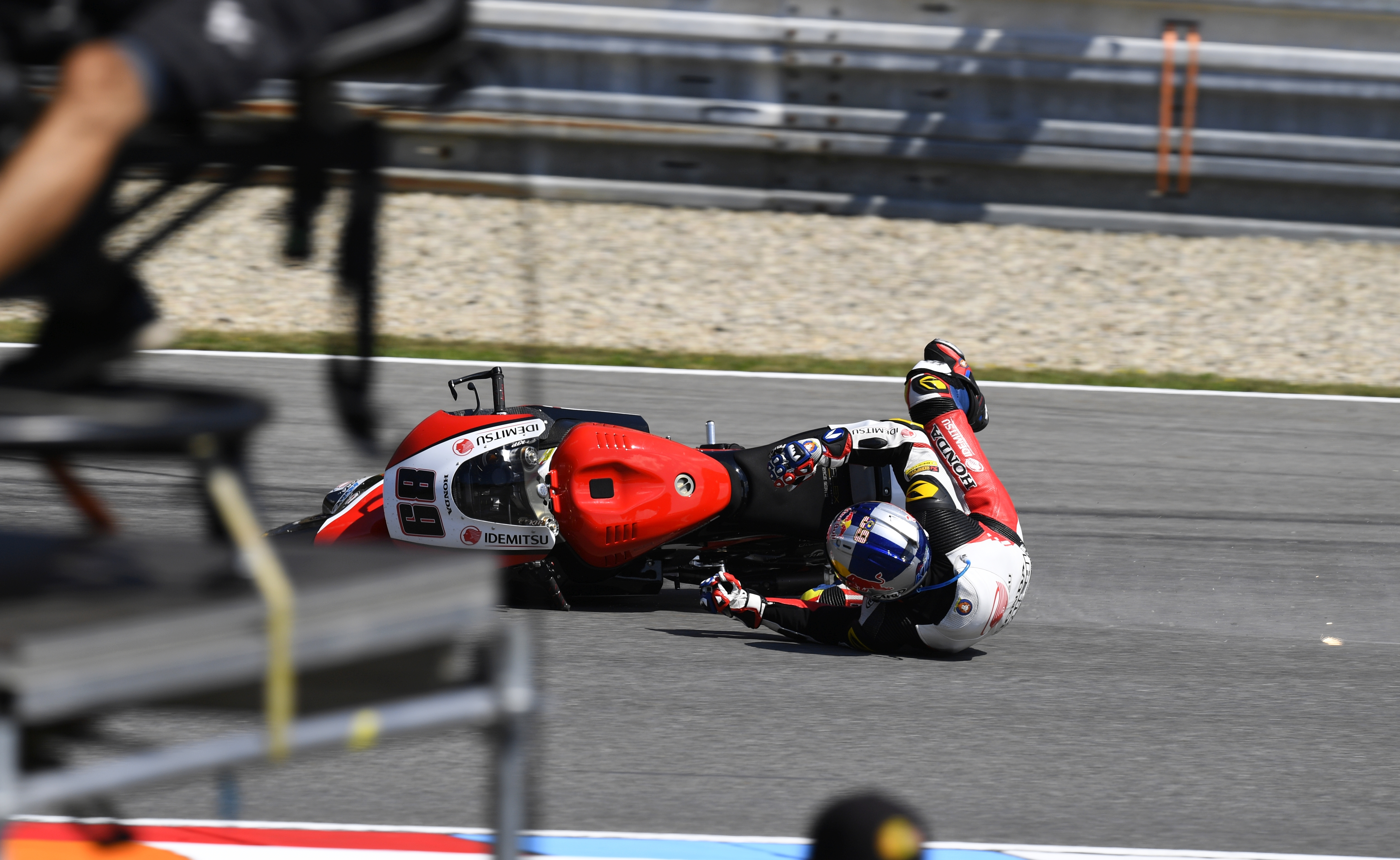
車手Khairul Idham Pawi發生低摔一刻

低摔（英語：Lowsider或Lows-side）是指當摩托車過彎時，車身向某一方向傾斜並摔倒在地面的過程。由於摔車是車身以下部分先落地，所以稱為低摔（亦有指是由於騎士以低於車身的高度摔車而命名）。低摔的特性是，車手摔車的方向與過彎的方向相同。

## 基本原理
當摩托車過彎時，地面和輪胎之間的摩擦力會產生向心力(即轉彎需要的加速度)。這向心力會產生向外的力矩，令車身向外傾斜。為平衡這股力矩以達到過彎效果，摩托車必須向彎心傾斜，以產生反向力矩令摩托車過彎。隨著向心傾斜的角度增加並超過某個角度(摩擦極限)時，這股向心力雖然會減少，但重力所產生的力矩卻會不斷上升，令車身的傾側角度暴增，導致翻車。
導致低摔的原因一般是過彎時輪胎超出了它側向或縱向的摩擦極限，成因有：
- 當剎車過重時，輪胎的抱死會令它超出其摩擦極限(多數發生於前輪胎)，加上一定程度的轉向力，便會造成翻車。
- 當加速過急時，輪胎也會超出其摩擦極限，使它失去抓地力(一般發生於後輪胎)，加上一定程度的轉向力，便會造成翻車。
- 當過彎速度過快時，有可能導致輪胎側面超出其摩擦極限，造成翻車。
- 當車體部分接觸到地面時，會令車體升起並高於輪胎接觸地面本身，導致輪胎失去抓地力，造成翻車。
- 路面因碎石或油漬過滑失去抓地力。
- 胎壓急劇下降會導致輪胎抓地力下降，造成翻車。

低摔及高摔的分別：除了傾斜的方向各有不同，低摔的過程是單向且連續的，直到摩托車摔倒在地面；高摔的過程則是急劇且呈轉向性，過程開始時摩托車先會短暫滑向一方，當恢復牽引力時便會迅速摔往另一方。

低摔對騎士的傷害主要是跌傷、與路面摩擦造成的損傷，以及更嚴重者，與路面上的各種物體相撞。
1. ↑  Cottingham, Darren. . 2014-10-15  [2023-08-07]. （原始内容存档于2023-08-07）. |author=和|last=只需其一 (帮助)
2. ↑  .   [2023-08-07]. （原始内容存档于2023-08-07）.